# Riu Nagara

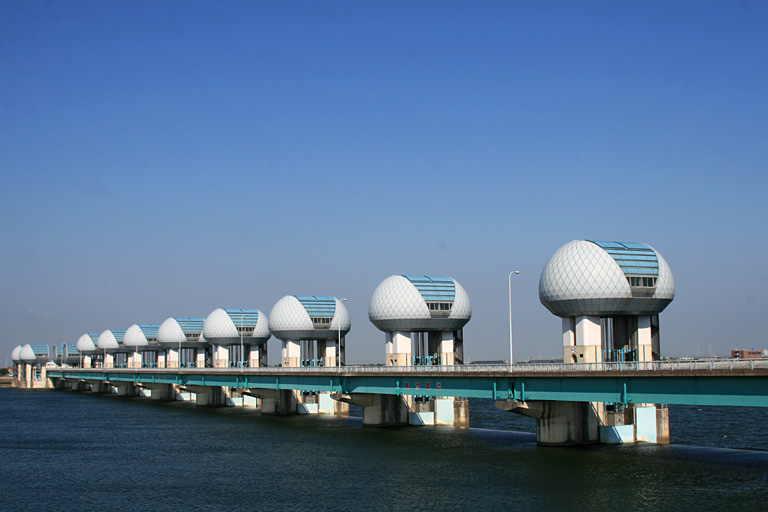
Barratge de l'estuari

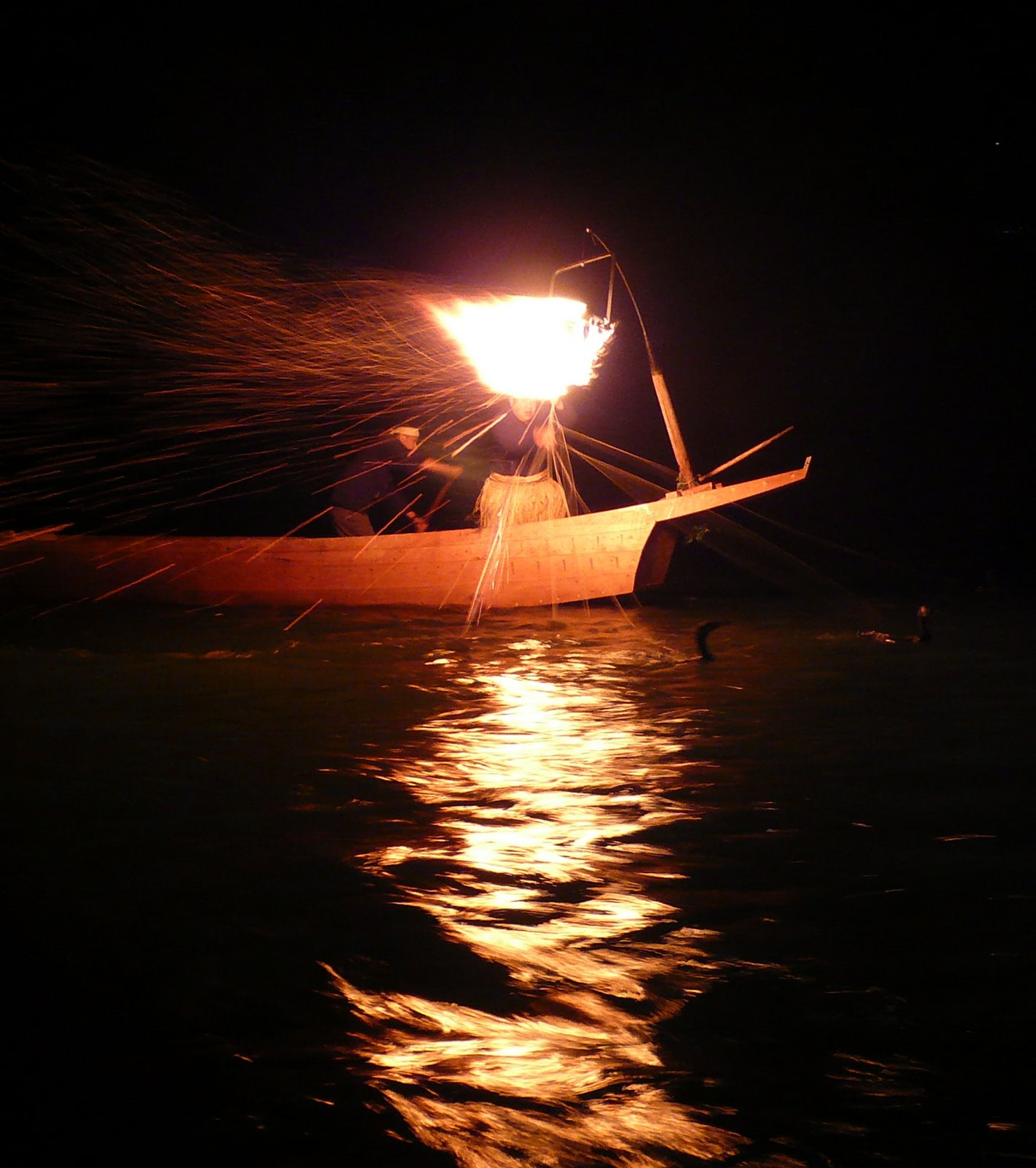
Pesca de corbs marins al riu Nagara a Gifu

El Riu Nagara (長良川, Nagara-gawa) té la seva font a la ciutat de Gujō, prefectura de Gifu, i la seva desembocadura a la ciutat de Kuwana, prefectura de Mie, Japó. Juntament amb el riu Kiso i el riu Ibi, el riu Nagara és un dels tres rius Kiso de la plana de Nōbi. Anteriorment, el riu es deia riu Sunomata (墨 俣 川Sunomata-gawa). Amb una longitud de 166 km (103 mi), drena una superfície de 1,985 quilometres quadrats (766 sq mi) a la regió de Chūbu i desemboca a la badia d'Ise. El govern del Japó el classifica com a riu de classe 1.

## Esquema
A més, famós per ser un riu que flueix clarament, ha estat nomenat un dels "Tres rius que flueixen clarament al Japó", juntament amb el riu Kakita a la prefectura de Shizuoka i el riu Shimanto a la prefectura de Kōchi. El 1985, la secció mitjana del riu Nagara va rebre el nom de "Les 100 aigües famoses del Japó". A més, es va incloure entre les principals zones de bany del Japó tant el 1988 com el 2001. El riu també és una destinació turística popular a causa de Nagaragawa Onsen, una col·lecció d’aigües termals naturals (sobretot a la ciutat de Gifu) conegudes pel seu alt contingut en ferro.
Riu avall, el riu Nagara convergeix i divergeix amb els rius Kiso i Ibi en diverses ocasions. Tot i que el riu Nagara es considera part del sistema del riu Kiso, diversos projectes de construcció al llarg dels anys han mantingut els dos rius separats fins a la desembocadura del riu.
Altres projectes de construcció anteriorment també havien canviat el cabal del riu. Fins al període Shōwa, dos rius menors van divergir del riu Nagara al cor de la ciutat de Gifu, però la construcció el 1939 va crear el camí actual del riu a través del sistema. Com a resultat d’aquesta construcció, uns 160 ha (0.62 sq mi) de terreny, on es va construir el Gifu Memorial Center, escoles i altres edificis.

## Pesca de corbs marins
La pesca de corbs és una antiga tradició en què els corbs marins s’utilitzen per capturar diversos peixos en llacs i rius. La pesca de corbs marins es fa a dues ciutats: Gifu, on s’anomena " Pesca de corbs marins al riu Nagara ", i Seki, on s’anomena "Pesca de corbs marins d’Oze" (小 瀬 鵜 飼Oze Ukai). Tot i que altres onze llocs del Japó també acullen la pesca de corbs marins, només els mestres pesquers del riu Nagara són pescadors imperials de la Household Agency.

## Comunitats fluvials
El riu travessa o forma el límit de les comunitats següents:
Prefectura de Gifu

Gujō, Mino, Seki, Gifu, Mizuho, Ōgaki, Anpachi, Wanouchi, Kaizu
Prefectura d'Aichi

Aisai
Prefectura de Mie

Kuwana